# Дивени, Мими
Ми́ми Мише́ль Диве́ни (англ. Mimî Michelle Ndiweni), с 2021 года известная как Ми́ми М. Кайи́са (англ. Mimî M. Khayisa; род. 31 августа 1991, Гилфорд, Суррей, Англия, Великобритания) — британская актриса театра, кино и телевидения зимбабвийского происхождения. Наиболее известна по роли Тилли Броклесс в телесериале «Мистер Селфридж» и Фрингильи Виго в сериале «Ведьмак».

## Биография
Мими Дивени родилась 31 августа 1991 года в городе Гилфорд в английском Суррее, в семье выходца из Зимбабве и представительницы народа зулусов из ЮАР. После школы она окончила Королевский валлийский колледж музыки и драмы в Кардиффе. С 2013 года играет в театре, с 2015 года появляется в сериалах и фильмах («Доктор Кто», «Мистер Селфридж», «Тарзан. Легенда» и др.).
В 2019 году Дивени сыграла Фрингилью Виго в первом сезоне сериала «Ведьмак» от американской компании Netflix. Выбор на эту роль темнокожей актрисы не всем показался обоснованным: в тексте Сапковского нет указаний на цвет кожи Фрингильи, но критики обращают внимание на эпизод, в котором Геральт случайно назвал этого персонажа именем Йеннифэр (это может показывать, что две женщины обладали однотипной внешностью), а также на сцену, в которой Фрингилья была «бледна, как смерть». Позже Дивени появилась во втором и третьем сезонах шоу.

## Фильмография
| Год  |   | Название                          | Роль                     |
| ---- | - | --------------------------------- | ------------------------ |
| 2015 | ф | Золушка                           | спящая леди              |
| 2016 | ф | Тарзан. Легенда                   | Имя персонажа не указано |
| 2016 | с | Мистер Селфридж                   | Тилли Броклесс           |
| 2017 | с | Доктор Кто                        | Эбби                     |
| 2019 | ф | Звёздные войны: Скайуокер. Восход | Имя персонажа не указано |
| 2019 | с | Ведьмак                           | Фрингилья Виго           |